# Галагановка (Черниговская область)
Галагановка (укр. Галаганівка) — село в Семёновском районе Черниговской области Украины. Население 273 человека. Занимает площадь 0,9 км². Село расположено на правом берегу реки Марица.
Код КОАТУУ: 7424781301. Почтовый индекс: 15441. Телефонный код: +380 4659.

## Власть
Орган местного самоуправления — Галагановский сельский совет. Почтовый адрес: 15441, Черниговская обл., Семёновский р-н, с. Галагановка, ул. Кольцевая, 1а.